# Frýžština

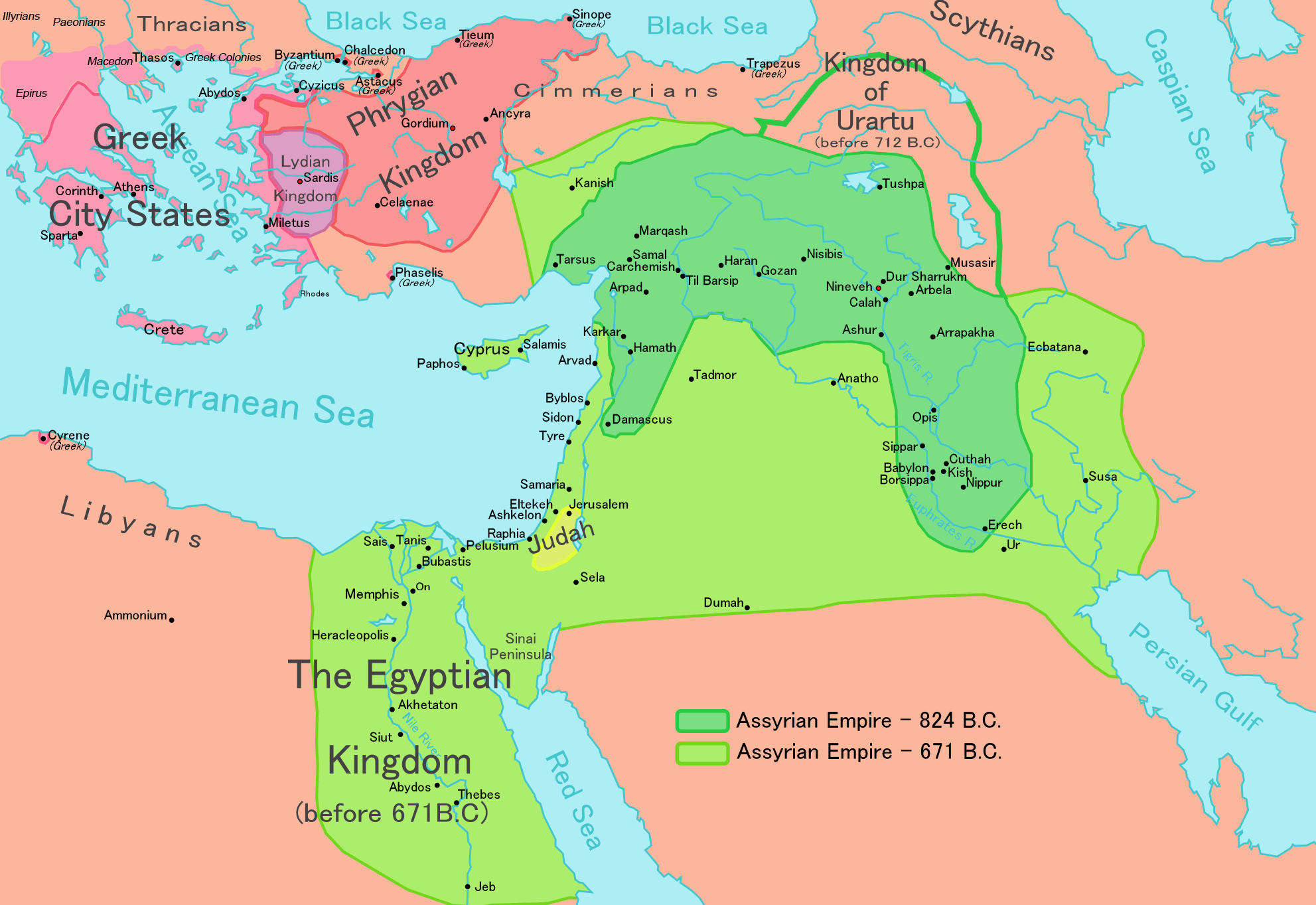
Starověká Frýgie v 8. stol. př. n. l.

Frýžština je mrtvý indoevropský jazyk, jímž hovořili starověcí Frygové, kteří v předhistorické době přesídlili z Balkánu do Malé Asie. Tvoří samostatnou skupinu v rámci indoevropské jazykové rodiny a nejblíže má k starořečtině. Je doložena od 8. stol. př. n. l. na nápisech psaných vlastní abecedou příbuznou archaické řecké alfabetě.

## Klasifikace
Frýžština tvoří samostatnou skupinu indoevropské jazykové rodiny, která je nejblíže příbuzná starořečtině a staromakedonštině. Se starořečtinou ji spojují zejména tyto znaky:
- atributivní sufix -ej-
- participiální sufix -men-
- tvorba aoristu pomocí augmentu
- koncovka -as v nominativu ā-kmenových substantiv mužského rodu
- lexikální prvky, např. awtos „sám“, pant- „všechen“, kako- „zlý“.

Hypotéza o blízkosti frýžštiny k thráčtině či arménštině naopak nenachází oporu v jazykovém materiálu.

## Historie jazyka
Podle Hérodotova tvrzení migrovali Frygové z Makedonie do Malé Asie přibližně v dobách Trojské války. Moderní badatelé rovněž hledají pravlast Frygů v jihovýchodní Evropě. Dříve převládal názor, že Frygové dorazili do Malé Asie již kolem 1200 př. n. l. a podíleli se na zničení Chetitské říše, nyní však badatelé inklinují spíše k posunutí jejich příchodu o dvě až tři století později. Největší územní expanze dosáhla Frýgie v 8. stol. př. n. l., kdy se začaly objevovat první nápisy psané frýžštinou. Nicméně již kolem roku 700 př. n. l. se fryžský stát zhroutil pod nájezdy Kimmerijců. Od té doby byli Frygové součástí jiných říší, ovládaných Lýdy, Peršany, Řeky a nakonec Římany.
Historie frýžštiny se rozděluje na dvě období – starofrýžštinu (8. – 5. stol. př. n. l.) a novofrýžštinu (1. – 3. stol. n. l.). V pramenech se frýžština naposledy zmiňuje v 5. století n. l., ale existují náznaky, že konečný zánik jazyka nastal až po arabské invazi v 7. stol. n. l. Ze starofryžského období se dochovalo okolo 400 nápisů, z nichž přibližně 250 bylo nalezeno v okolí hlavního města Gordia. Novofryžských nápisů bylo nalezeno kolem 120 a téměř výhradně představují epitafy, doprovázené kletbami vůči narušitelům či vykradačům hrobů. Dosud nejdelší nalezený nápis z Vezirhanu obsahuje téměř 90 slov. Fryžská slova jsou rovněž doložena formou glos ve starořeckých pramenech, zejména u Hésychia Alexandrijského, a jako výpůjčky v řeckojazyčných nápisech z Frýgie.
Ve starofryžském období se používala vlastní abeceda odvozená od řecké alfabety, obsahující archaické znaky digamma Ϝ a sampí Ͳ. Psalo se zprava doleva anebo střídavě zprava doleva a zleva doprava (bústrofédon), přičemž slova se oddělovala znakem sestávajícím z tří nebo čtyř teček. Nápisy ze starofryžského období byly nalezeny v historických oblastech západní Frýgie, Bithýnie, Galacie a Kappadokie. V novofryžském období vešla v užívání klasická řecká alfabeta a rozdělení na slova se nevyznačovalo. V důsledku makedonského záboru a vtrhnutí Galatů se oblast rozšíření frýžštiny významně snížila. Kromě toho se fryžská elita rychle helenizovala a frýžština se v posledních staletích své existence stala jazykem venkova.
Frýžština je doložena zlomkovitě z poměrně malého korpusu textů nápisného charakteru. Celkem je doloženo několik set fryžských slov; význam a etymologie mnoha z nich však zůstávají nejasné.

## Fryžské glosy
Význam mnoha fryžských slov se dochoval v řeckých pramenech v podobě glos, jejichž celkový počet se odhaduje okolo třiceti. Největší množství glos uvádí Hésychios Alexandrijský ve svém Slovníku, kde shromáždil cizí slova ze starších literárních a lexikografických děl. Mezi nejznámějšími glosami lze uvést např. bekos „chléb“, brekun „Fryg“, brig „svobodný“, glúros „zlato“, zelkia „zelenina“, zemelos „otrok“.
Platón v dialogu Kratylos poznamenal, že řecká slova pýr „oheň“, hydór „voda“, kynes „psi“ a mnohá další jsou podobná svým fryžským ekvivalentům. Klémés Alexiandrijský upřesnil, že se při orfických mystériích používalo slovo bedu „voda“ (← ide. *wed-).
Stefanos Byzantský uvedl, že Zeus byl v Bithýnii znám jako Tios.

## Charakteristika

### Fonologie
Pro frýžštinu lze rekonstruovat tyto souhlásky:
|             | Labiály | Dentály | Alveoláry | Palatály | Veláry |
| ----------- | ------- | ------- | --------- | -------- | ------ |
| Nazály      | m       | n       |           |          |        |
| Plozivy     | p b     | t d     |           |          | k ɡ    |
| Frikativy   |         |         | s         |          |        |
| Afrikáty    |         |         |           | t͡s d͡z    |        |
| Aproximanty | w       |         | l         | j        |        |
| Vibranta    |         |         | r         |          |        |

Vedou se spory o tom, zda frýžština podléhala hláskovému posunutí podobnému Grimmovu zákonu v pragermánštině, který zahrnoval ztrátu aspirace znělých aspirát (*Dh → D), ztrátu znělosti (*D → T) a aspiraci neznělých konsonantů (*T → Th). Vědci se shodují, že ztráta aspirace v jazyce proběhla a nová aspirace se neudála, diskutuje se však stále o ztrátě znělosti. Jako argumenty ve prospěch ztráty znělosti jsou uváděna tato slova: Ti- „boží jméno“ (řec. Ζεύς), bekos „chléb“ (← ide. *bhh1ĝos), kenos- „pokolení“ (← ide. *ĝenh1os-), knaik- „žena“ (← ide. *gwneh2ik-), lak- „dát, věnovat“ (řec. λαβεῖν), tetikmenos „proklatý“ (← ide. *dediḱmh1no-) a ti (řec. διά). Ve prospěch neexistence této hláskové změny lze uvést slova bagun „dar“ (← ide. *bhagom), či podas „nohy“ (řec. πόδας)..
Frýžština měla tyto samohlásky:
|          | Přední | Střední | Zadní |
| -------- | ------ | ------- | ----- |
| Zavřené  | i iː   |         | u uː  |
| Střední  | e eː   |         | o oː  |
| Otevřené |        | a aː    |       |

Praindoevropské *ē se ve frýžštině změnilo v ā: např. mātār (← ide. *méh2tēr), dat. māterei (← ide. *méh2tr-); nové dlouhé ē vzniklo historicky z diftongu *ei..
Slabika -on na konci slova se změnila v -un: např. kakun (řec. κακόν), awtun (řec. αὐτὸν).
Přízvuk byl volný a pohyblivý. Nepřízvučné samohlásky měly tendenci k redukci.

### Morfologie

#### Substantiva
Ve frýžštině jsou doloženy 4 pády – nominativ, genitiv, dativ, akuzativ. Je možné, že jich bylo více, ale v nápisech se neobjevily anebo se jejich tvary nepodařilo spolehlivě identifikovat.
|           | ā-kmeny   | o-kmeny  | kons. kmeny |
| --------- | --------- | -------- | ----------- |
| nom. sg.  | -as, -a   | -os      | -ø          |
| gen. sg.  | -avo, -as | -ovo     | -os         |
| dat. sg.  | -ai       | -oi      | -ei/-ē      |
| akuz. sg. | -an       | -un      | -an         |
| nom. pl.  |           | -oi      | -ēs         |
| gen. pl.  |           |          |             |
| dat. pl.  | -ais      | -ois/-ōs | -ais        |
| akuz. pl. |           |          |             |

#### Zájmena
Osobní zájmena se ve fryžských pramenech nedochovala. V nápisech se objevují ukazovací zájmena tos, *sos  (dat. soi) vztažné ios a tázací kos. Za sdílenou inovaci s řečtinou lze považovat vytýkací awtos (řec. αὐτός), zvratné wenawtun (řec. ἑαυτόν) a neurčité panta (řec. πάντα).

#### Slovesa
Fryžská slovesa rozlišovala kategorie osoby, čísla (sg. a pl.), rodu (aktivum, mediopasivum), způsobu (indikativ, imperativ, konjunktiv) a času (prézens, aorist, imperfektum, perfektum a snad i futurum). Aorist se tvořil pomocí augmentu, což frýžštinu spojuje se starořečtinou, arménštinou a indo-íránskými jazyky.
Participium perfekta mediopasiva se tvořilo pomocí sufixu -men-; náslovný konsonant je v perfektu reduplikován.

### Syntax
Frýžština měla slovosled obvykle typu SOV (podmět, předmět, přísudek). Po prvním přízvučném slově věty mohl následovat řetězec enklitik (Wackernagelův zákon).

## Příklady textů

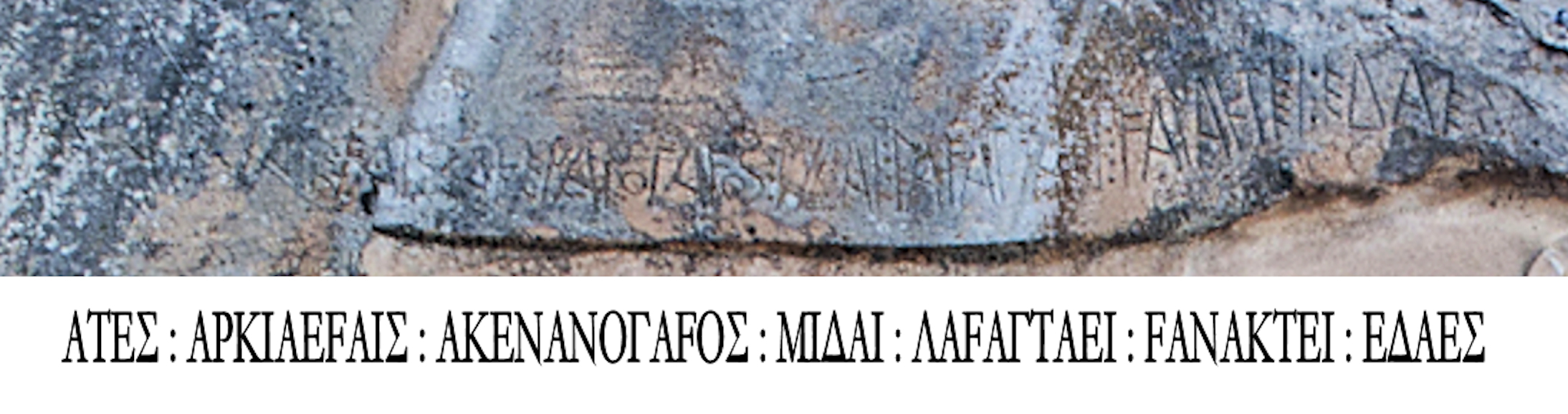
Nápis na „Midově hrobce“

### Starofryžské období
Tento starofryžský nápis z 7. či 6. stol. př. n. l. se nachází nad římsou tzv. „Midovy hrobky“, monumentu vytesaného do 17 metrů vysoké skály zobrazujícího chrám s akrotériem, který byl zasvěcen bohyni Kybelé. Obsahem nápisu je zbudování památníku pro krále Mida vysokým chrámovým hodnostářem:
- ΑΤΕΣ : ΑΡΚΙΑΕϜΑΙΣ : ΑΚΕΝΑΝΟΓΑϜΟΣ : ΜΙΔΑΙ : ΛΑϜΑΓΤΑΕΙ : ϜΑΝΑΚΤΕΙ : ΕΔΑΕΣ
- Ates Arkiaewais akenanogawos Midai lawagtaei wanaktei edaes

Překlad: Ates, syn Arkia, velekněz (?), Midovi, vojevůdci a vládci, vystavěl.

### Novofryžské období
Typickým žánrem novofryžského období jsou epitafy provázené kletbou vůči narušiteli hrobu. Níže je uveden rekonstruovaný tvar jedné z kleteb, která byla složena snad původně v hexametru:
- ΙΟΣ ΝΙ ΣΕΜΟΥΝ ΚΝΟΥΜΑΝΕΙ ΚΑΚΟΥΝ ΑΔΔΑΚΕΤ ΑΙΝΙ ΑΤΕΑΜΑΙΣ ΜΕ ΖΕΜΕΛΩΣ ΚΕ ΔΕΩΣ ΚΕ ΤΙΗ ΤΙΤΕΤΙΚΜΕΗΟΣ ΕΙΤΟΥ
- ios ni semun knumanei kakun addaket aini ateamais me zemelōs ke deōs ke Tiē titetikmenos eitu

Překlad: Kdokoli tomuto hrobu zlé učiní anebo náhrobku (?), mezi smrtelníky a bohy Diem proklet nechť bude.